# Émile Littré
Émile Maximilien Paul Littré (Párizs, 1801. február 8. – Párizs, 1881. június 2.) francia filológus és filozófus.

## Élete
Eleinte orvostudományokat tanult és csak később fogott a nyelvészet és történelem tanulmányozásához. 1831-től a National munkatársa volt és még Armand Carrel halála után is, 1851-ig dolgozott bele. A februári forradalom utáni városi tanácsos lett Párizsban, de már 1848 őszén visszavonult a közélettől. 1871-ben beválasztották a nemzetgyűlésbe, ahol a köztársasági balpárthoz csatlakozott; ugyanazon év december havában az akadémia tagja lett, 1875-ben pedig élethossziglan beválasztották a szenátusba. Mint orvosi szakírónak főmunkája Hippokratész összes műveinek fordítása és kiadása (Párizs, 1839-61); mint bölcsész Auguste Comte követője volt, akinek iratait népszerű modorban magyarázta és terjesztette; idevágó munkája: Analyse raisonnée du Cours de philosphie positive du Comte (Párizs, 1845); Auguste Comte et la philosophie positive (uo. 1877). Legfontosabbak azonban nyelvészeti munkái: Dictionnaire de la langue française (4. kötet, 1863-72, pótlék 1878); Histoire de la langue française (uo. 1882); Littérature et histoire (uo. 1876) stb. Írta továbbá: Études sur les barbares et le moyen-age (uo. 1884); lefordította Plinius természetrajzát, kiadta Carrel iratait, átültette Dante Poklát ó-francia nyelvre, stb.